# Gaspard Fauteux
Pour les articles homonymes, voir Fauteux.
Gaspard Fauteux, né le 27 août 1898 à Saint-Hyacinthe et mort le 29 mars 1963 à Montréal, est un dentiste, industriel et homme politique québécois. Il est lieutenant-gouverneur du Québec de 1950 à 1958.

## Biographie

### Origines
Gaspard Fauteux est né à Saint-Hyacinthe en Montérégie le 27 août 1898. Fils du dentiste Homère Fauteux et d'Héva Mercier, sa famille est reliée à plusieurs hommes politiques. Les anciens premiers ministres québécois Honoré Mercier et Lomer Gouin sont respectivement le grand-père et l'oncle de Gaspard Fauteux. De plus, le second mari de sa grand-mère est le député et sénateur libéral Joseph Godbout. L'ancien ministre provincial québécois et sénateur Claude Castonguay est le gendre de Gaspard Fauteux.

### Député
Il débute en politique provinciale en défaisant le député sortant et chef du Parti conservateur du Québec et maire de Montréal Camillien Houde lors des élections de 1931 dans la circonscription de Montréal—Sainte-Marie. Défait en 1935, il retourne dans le monde des affaires.
Élu en tant que député du Parti libéral du Canada dans la circonscription de Sainte-Marie lors d'une élection partielle en 1942, il est réélu en 1945 et en 1949. Il démissionne en 1950 pour accepter le poste de lieutenant-gouverneur du Québec.
Pendant sa carrière parlementaire, le député Fauteux s'oppose à la conscription et est délégué à une conférence des Nations unies qui suit la Seconde Guerre mondiale. Le premier ministre Mackenzie King le pousse à devenir président de la Chambre des communes du Canada peu après les élections de 1945, jusqu'en 1949.

### Fin de carrière
Nommé lieutenant-gouverneur du Québec en 1950, il occupe ce poste jusqu'en 1958. Après son décès en 1963, il est enterré au cimetière Notre-Dame-des-Neiges à Montréal.

## Hommages
L'avenue Gaspard-Fauteux est nommée en son honneur à Québec. L'ancienne ville de Sillery avait nommée cette avenue en son honneur. Sillery fait maintenant partie d’un arrondissement de Québec.